# 至靈市
至靈市（越南语：／）是越南海阳省下辖的一個省辖市，面积282.91平方千米，2018年总人口220421人，其中城市人口占65.5%。

## 地理
至灵市北接北江省陆南县，西北接北江省北江市，东接广宁省东潮市，南接荆门市社和南策县，西接北宁省良才县、桂武市社和嘉平县。

## 历史
阮朝时，至灵市为至灵县。
2010年2月12日，至灵县改制为至灵市社；普赖市镇改制为普赖坊，文安社改制为文安坊，志明社改制为志明坊，红星市镇改制为红星坊，太学社改制为太学坊，共和社改制为共和坊，黄津社改制为黄津坊，𤅶沁市镇和北安社部分区域合并为𤅶沁坊。
2015年6月25日，至灵市社被评定为三级城市。
2019年1月10日，泾江社并入文德社，安乐社改制为安乐坊，古城社改制为古城坊，同乐社改制为同乐坊，黄进社改制为黄进坊，新民社改制为新民坊，文德社改制为文德坊；至灵市社改制为至灵市。

## 行政区划
至靈市下辖14坊5社，市人民委员会位于红星坊。
- 安乐坊（Phường An Lạc）
- 𤅶沁坊（Phường Bến Tắm）
- 志明坊（Phường Chí Minh）
- 古城坊（Phường Cổ Thành）
- 共和坊（Phường Cộng Hòa）
- 同乐坊（Phường Đồng Lạc）
- 黄津坊（Phường Hoàng Tân）
- 黄进坊（Phường Hoàng Tiến）
- 普赖坊（Phường Phả Lại）
- 红星坊（Phường Sao Đỏ）
- 新民坊（Phường Tân Dân）
- 太学坊（Phường Thái Học）
- 文安坊（Phường Văn An）
- 文德坊（Phường Văn Đức）
- 北安社（Xã Bắc An）
- 黄花探社（Xã Hoàng Hoa Thám）
- 兴道社（Xã Hưng Đạo）
- 黎利社（Xã Lê Lợi）
- 仁惠社（Xã Nhân Huệ）

## 人文教育
至靈市内设有由越南工贸部主管的红星大学，成立于2010年。